# Ulrich Wilcken
Ulrich Wilcken (Stettino, 18 dicembre 1862 – Baden Baden, 10 dicembre 1944) è stato uno storico e papirologo tedesco.

## Biografia
Studiò storia antica e orientale alle università di Lipsia, Tubinga e Berlino. Fu discepolo dello storico Theodor Mommsen che lo incoraggiò ad intraprendere l'attività di catalogatore di papiri dopo la laurea. Ancora Mommsen contribuì alla decisione di far assegnare a Wilcken la cattedra, lasciata vacante da Eduard Meyer, di professore associato di storia antica a Breslavia nel 1889.
Successivamente è stato professore a Würzburg (1900), Halle (1903, dove fu di nuovo successore di Eduard Meyer), Lipsia (1906) e Bonn (1912), dove sostituì Heinrich Nissen.
Insegnò a Monaco di Baviera (1915) e Berlino (1917), dove fu il successore di Otto Hirschfeld.

## Attività di ricerca
Wilcken fu pioniere della papirologia greco-romana in Germania, e gli è dato credito di aver messo insieme un ampio insieme di papiri sulla storia della dinastia tolemaica e di ostraka. Studiò un numero incalcolabile di papiri documentari, in lingua greca e latina, e fu il primo a comprendere l'utilità degli ostraka (cioè dei cocci) per la conoscenza del diritto e della storia economica e sociale antica. Curò un'importante raccolta commentata di ostraka (oggi nota come O.Wilck.) e, assieme al giurista e storico del diritto romano Ludwig Mitteis, i Grundzüge und Chrestomathie der Papyruskunde ("Fondamenti e crestomazia dei papiri clientelari"; Wilcken curò il primo volume, di impostazione storica, mentre Mitteis il secondo, centrato sulla giurisprudenza). Studiò e pubblicò anche le collezioni papirologiche di Brema, di Würzburg, di Parigi e di Londra. Catalogò gli ostraka greci del Museo Egizio del Cairo.
A differenza della maggior parte dei papirologi all'epoca attivi, Wilcken pubblicò quasi esclusivamente papiri e reperti documentari. L'unico papiro letterario da lui studiato e pubblicato fu, nondimeno, di capitale importanza: si tratta del Papiro di Berlino n. 6926, che contiene i magri resti del Romanzo di Nino.
Nel 1906 divenne membro della Saxon Society of Sciences, nel 1921 della Prussian Academy of Sciences e, dallo stesso anno, fu membro straniero dell'Accademia dei Lincei.

## Opere
Nel 1931 scrisse un libro su Alessandro Magno (Alexander der Grosse), tradotto in lingua inglese nel 1932 con il titolo Alexander the Great (tradotto da G.C. Richards). Fra le altre sue pubblicazioni:
- Observationes ad historiam Aegypti provinciae Romanae depromptae e papyris Graecis Berolinensibus ineditis (Berlin 1885).
- Griechische Geschichte im Rahmen der Altertumsgeschichte (München 1924; nona ed. rivista da Günther Klaffenbach: 1962).
- U. Wilcken (†), Catalogue général des antiquités égyptiennes du Musée du Caire, nos. 9501—9711: Griechische Ostraka, ed. Claudio Gallazzi (Le Caire 1983).[3]

### Edizioni di papiri eostraca
Di fianco, tra parentesi quadre [ ], l'indicazione della sigla secondo la Checklist of Editions di riferimento per i papirologi.
- Actenstücke aus der Königlichen Bank zu Theben in den Museen zu Berlin, London, Paris (Berlin 1887). [Actenstücke]
- Ein Neuer Griechischer Roman, in Hermes 28, Bd. 2 (1893), pp. 161-93.
- Griechische Ostraka aus Aegypten und Nubien. Ein Beitrag zur antiken Wirtschaftsgeschichte, I-II (Leipzig 1899; rist. Amsterdam 1970). [O.Wilck. sive WO]
- (con Ludwig Mitteis), Grundzüge und Chrestomathie der Papyruskunde, v. I: Historischer Teil, 1-2, von U. W. (Leipzig 1912).
  - t. 1: Grundzüge [t. 1 = Grund.Wilck. sive W.Gr.]
    - trad. it. Fondamenti della Papirologia, edizione italiana a cura di Rosario Pintaudi (Bari 2010).

  - t. 2: Chrestomathie [t. 2 = Chrest.Wilck. sive W.Chr.]
- Mitteilungen aus der Würzburger Papyrussammlung (Berlin 1934). [P.Würzb.]
- Die Bremen Papyri (Berlin 1936). [P.Brem.]
- Urkunden der Ptolemäerzeit (ältere Funde), I: Papyri aus Unterägypten (Berlin - Leipzig 1927); II: Papyri aus Oberägypten (Berlin 1935; rist. 1977). [UPZ]